# Monte Quemado
Monte Quemado – miasto w Argentynie, w prowincji Santiago del Estero, stolica departamentu Copo.
Według danych szacunkowych na rok 2010 miejscowość liczyła 12 543 mieszkańców.